# Zay Dezső
Zay Dezső Elemér (Nyíregyháza, 1886. április 2. – Simontornya, 1919. augusztus 11.) az osztrák-magyar hadsereg katonatisztje, majd a magyar Vörös Hadsereg dandárparancsnoka.

## Élete
Vezetékneve és az irodalom állításai ellenére  nem viselt grófi címet. Elvégezte a nagyváradi hadapródiskolát, majd Szegeden a 3. honvéd huszárezredben szolgált. 1906-ban hadnaggyá léptették elő. 1911-től 2 éven át nyugállományban volt, majd hadba vonulásáig mint díjnok dolgozott. 1914. január 4-én Pécsett házasságot kötött a nála 12 évvel idősebb Várady Erzsébettel. Az első világháborúban 1914. november 12-től harcolt, s mivel törökül jól beszélt, összekötőként Egyiptomban, illetve Kisázsiában teljesített szolgálatot. 1917-ben a Balkánon harcoló 1. huszárezredben találjuk. Az októberi polgári demokratikus forradalom idején az I. honvéd huszárezred főbizalmija. 1919-ben belépett a Kommunisták Magyarországi Pártjába, amelynek katonai csoportját szervezte. Az Országos Katonatanács tagja volt. A kommunista politikusok 1919. februári letartóztatása után egy tiltakozó beszéde miatt őt is lefogták. A Magyarországi Tanácsköztársaság kikiáltása után a déli demarkációs vonalon, Dombóváron a Vörös Hadsereg általa megszervezett 44. dandárának parancsnoka volt. 1919. május 31-én ellenforradalom tört ki Tamásiban, melyet ő vert le csapatával. Erre állítólag Szamuely Tibor telefonon utasította. Szerepe volt az újdombóvári vasutassztrájk erőszakos eszközökkel való megakadályozásában. A kommün bukása után dandárjával zárt egységben indult a déli demarkációs vonal felé, hogy megadja magát az antantnak. Tolnán Vrécser Ede elfogta, s jelentette ezt Prónay Pálnak. Zayt és társait 1919. augusztus 11-én Prónay utasítására Simontornyán, a Sió partján főbe lőtték. Holttestét a következő napon találták meg a folyóparton.
A délelőtti órákban megérkezett Vrécser Ede szds. is a IV. szakasszal. [...] Többek között jelentette nekem, hogy útközben egy faluban lekapcsolta Zay [sic!] huszárfőgyot, a híres kommunista tisztet és még néhány bujkáló társát, akik éppen Jugoszláviába el akartak szökni. Kiadtam a parancsot agyonlövetésükre, mert mindannyian notórius kommunisták lévén, különösen Zay, igen sokat ártott, és néhány tisztbajtársának elfogatását és kivégeztetését is előmozdította. A Sió partján az uradalmi major alatt ment végbe a kivégeztetésük. Meg kell hagyni, Zay igen férfiasan viselkedett - bal szemében monoklival állt a fegyverek elé.
1946. március 1-én a Magyar Köztársaság kormánya a volt Vörös Hadsereg más, hősi halált halt parancsnokaival együtt tiszteletadásul a tábornoki karba léptette elő.

## Emlékezete
Dombóváron utca viseli a nevét.